# Hetaerina titia
Hetaerina titia är en trollsländeart som först beskrevs av Dru Drury 1773.  Hetaerina titia ingår i släktet Hetaerina och familjen jungfrusländor. Inga underarter finns listade i Catalogue of Life.